# Cyaneolytta subcoriacea
Cyaneolytta subcoriacea is een keversoort uit de familie van oliekevers (Meloidae). De wetenschappelijke naam van de soort is voor het eerst geldig gepubliceerd in 1875 door Mäklin.